# Tricyphona novaezelandiae
Tricyphona novaezelandiae är en tvåvingeart som beskrevs av Alexander 1922. Tricyphona novaezelandiae ingår i släktet Tricyphona och familjen hårögonharkrankar. Inga underarter finns listade i Catalogue of Life.